# FlyGunCZ
FlyGunCZ [flajgan], vlastním jménem Melichar Oravec (* 13. prosince 1995 Ostrava), je český streamer a youtuber, jeden z čelných představitelů vysílající na platformě Twitch.tv v České republice. Na serveru YouTube vlastní kanál FlyGunCZ, na kterém od roku 2010 pravidelně publikoval gameplay videa, avšak od roku 2022 se soustředí výhradně na tvorbu debatních, satirických videí.

## Život a vzdělání
Narodil se 13. prosince 1995 v Ostravě, žije ve Zbyslavicích v okrese Ostrava-město.[zdroj⁠?!] Vystudoval základní školu a pak osmileté gymnázium 1st International School of Ostrava (1stISO), kde získal maturitu, ale i z důvodu nepřijetí na FAMU se rozhodl nepokračovat ve studiu na vysoké škole a raději pokračovat ve své již započaté kariéře youtubera. Má jednoho staršího a jednoho mladšího bratra, přezdívaného Šmejd, se kterým natočil i několik videí. Jeho bratr je vtipným okořeněním jeho tvorby, jelikož mu nejde ani komentování, ani hraní.

## Činnost
Jeho kariéra začala v roce 2010, kdy začal natáčet videa v angličtině z populárních her Metin2 a RuneScape. Průlomovým okamžikem pro jeho tvorbu bylo první komentované video v češtině ze hry Call of Duty: Black Ops, které zveřejnil v roce 2011. Od té doby se jeho tvorba stala rozmanitější a začal získávat na popularitě.[zdroj?] Jedna z jeho nejoblíbenějších sérií se jmenuje Nedělní Blbosti, v níž hrál převážně dětské hry, nebo hry, které jsou velice nekvalitně zpracované či jiným způsobem vynikají v bizarnosti. Tato videa vycházela každou neděli a často se v nich objevoval Šmejd.
V roce 2019 se platforma Twitch.tv stala jeho hlavním působištěm, kde pravidelně streamuje hry, komentuje aktuální dění a interaguje se svou komunitou. Ve svých videích nejčastěji používá humor, vážnost projevuje jen občas, jinak ve videích převládá ironie a satira. Svým specifickým humorem dokázal okouzlit tisíce lidí, kteří mu to ale dávají v komentářích často pocítit, pokud je něco přes čáru či příliš trapné.
V letech 2015, 2016 a 2017 byl magazínem Forbes zařazen mezi „77 nejvlivnějších Čechů na sociálních sítích“. V roce 2017 účinkoval v MIXXER show na stanici Óčko. Od roku 2014 do ledna 2019 působil v herním pořadá Re-play jako střihač. Jako střihač poté krátce působil i v pořadu New Game +. Zúčastnil se také několika youtuberských festivalů jako Turné LP, Utubering nebo Starfest.
Kromě toho se objevil i v herním průmyslu, kde daboval vlastní postavu v sedmém díle herní série Polda. Jeho postava se objevila také v české videohře Hobo: Tough Life.

### Záliby
Před započetím své kariéry na YouTube zvažoval o kariéře ve filmu, příležitostně psal scénáře a natočil několik krátkých filmů se svými kamarády. Po střední škole se přihlásil na Filmovou a televizní fakultu Akademie múzických umění v Praze (FAMU), avšak nebyl přijat. Je aktivní platformě ČSFD, na které se každoročně vyjadřuje k nejlepším filmům roku. Je velkým milovníkem hudby, každoročně se účastní hudebních festivalů Colours of Ostrava a Rock for People. Mezi jeho oblíbené kapely patří Nine Inch Nails, Rammstein, Linkin Park, Red Hot Chili Peppers, Depeche Mode a mnoho dalších. Je velkým zastáncem zdravého životního stylu, a roce 2021 daboval dechové cvičení Wima Hofa. V témže roce byl hostem internetového pořadu o vaření Babicova televize s Jiřím Babicou. V roce 2023 získal drobnou roli ve filmu Bastardi 4: Reparát.

### Přezdívka
Ve všech videohrách se ve svých začátcích jmenoval Ashh podle postavy Ashe Ketchuma, ale protože chtěl mít „dospělejší“ přezdívku, která „nemá nic společného s Pokémony“, se ji rozhodl změnit. I přes toto rozhodnutí se nakonec rozhodl použít přezdívku pokémona jménem Flygon. Při psaní jména se ovšem spletl a napsal Flygun, přičemž toto jméno si následně ponechal.